# Jair Ventura
Jair Zaksauskas Ribeiro Ventura (Rio de Janeiro, 14 de março de 1979) é um treinador e ex-futebolista brasileiro que atuava como atacante. Atualmente comanda o Avaí. 

## Carreira

### Como jogador
Como jogador, pouco atuou profissionalmente e passou por clubes cariocas como São Cristóvão, Bonsucesso, Bangu, Mesquita, America e Madureira. Fora do Brasil jogou no Mulhouse, da França, além de equipes da Grécia e do Gabão. Aposentou-se cedo, com apenas 26 anos de idade.

### Como preparador físico
Chegou ao Botafogo em 2008, como quarto preparador físico, sendo responsável pelo trabalho de dar suporte aos atletas em exercícios, como troca de pesos ou equipamentos quando necessário.

## Carreira como treinador
Em 2009, foi nomeado assistente técnico de Ney Franco e permaneceu na função na campanha do ano seguinte.
Estreou como treinador interino em 27 de janeiro de 2010, no Campeonato Carioca, com vitória fora de casa por 2 a 1 contra o Tigres do Brasil. Jair Ventura voltou ao seu antigo papel como assistente após a chegada de Joel Santana, treinando também o Sub-20 da equipe por dois anos, antes de ser desligado em 2013.

### Botafogo

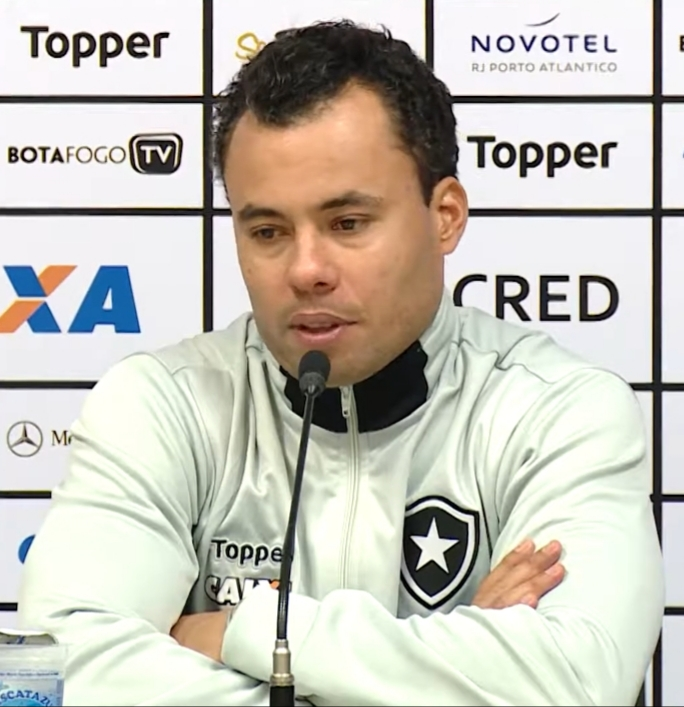
Jair Ventura no Botafogo em 2017

Retornou ao Botafogo em 2015, depois de uma curta passagem como auxiliar no CSA.
No dia 13 de agosto de 2016, definitivamente, Jair Ventura foi efetivado como treinador interino, em substituição a Ricardo Gomes, que estava de saída para o São Paulo. O trabalho do treinador, muito exaltado pela imprensa e pelos jogadores, foi de grande importância para uma arrancada do Fogão no Campeonato Brasileiro. De candidato ao rebaixamento, o time passou a brigar por uma classificação para a Copa Libertadores da América de 2017, chegando a atingir uma sequência de 11 vitórias em 15 jogos, entre elas vitórias contra clubes tradicionais como São Paulo (em pleno Morumbi, sendo essa a estreia do técnico), Corinthians, Internacional, Cruzeiro (em pleno Mineirão), Fluminense, Atlético Mineiro e Grêmio (em plena Arena do Grêmio, sendo esta última a vitória que selou a classificação da equipe carioca para a Libertadores).
Jair Ventura foi um dos destaques do Campeonato Brasileiro e acabou recebendo o prêmio de técnico revelação do Brasileirão pelo notório trabalho com o Botafogo no segundo turno. No dia 19 de dezembro, a diretoria do Alvinegro anunciou a renovação de seu contrato por dois anos.

### Santos
Em 22 de dezembro de 2017, o treinador comunicou a saída do Botafogo para comandar o Santos na temporada 2018.
No dia 23 de julho de 2018, a diretoria do Peixe anunciou a demissão de Jair Ventura.

### Corinthians
Acertou com o Corinthians no dia 6 de setembro de 2018, chegando para substituir Osmar Loss. Realizou sua estreia três dias depois, numa derrota por 1–0 para o rival Palmeiras, no Allianz Parque, pelo Campeonato Brasileiro. Pouco mais de um mês depois, comandou a equipe na final da Copa do Brasil, em que o clube paulista ficou com o vice após perder os dois jogos para o Cruzeiro. Sua última partida pelo Timão foi no dia 2 de dezembro, em uma derrota por 1–0 para o Grêmio, fora de casa, válida pelo Brasileirão. Devido aos maus resultados, o treinador foi demitido da equipe no dia 3 de dezembro.

### Sport
Em 24 de agosto de 2020, foi anunciado como novo técnico do Sport. Estreou com derrota diante do Coritiba, com gol do zagueiro Sabino. Depois de alguns jogos, conseguiu uma arrancada que deixou o Sport no G-6, mas começou a oscilar de desempenho, e no segundo turno a briga foi novamente contra o rebaixamento. Após conseguir vitórias importantíssimas contra Botafogo (lanterna da competição) e Internacional (vice-campeão), o Sport garantiu a permanência na Série A com uma rodada de antecedência, mesmo perdendo para o terceiro colocado Atlético Mineiro, já que o Vasco da Gama empatou em 0–0 com o Corinthians (o Vasco seria rebaixado na rodada seguinte). A permanência foi muito comemorada pela torcida, com um torcedor chegando a homenagear Jair Ventura com uma tatuagem na panturrilha.
No início da temporada seguinte, estreou contra o Sampaio Corrêa, em jogo válido pela Copa do Nordeste. Após maus resultados, tanto no estadual quanto no torneio regional, incluindo derrotas por 4–0 para Bahia e Ceará, fora e em casa, Ventura foi demitido em 5 de abril de 2021.

### Chapecoense
Em 31 de maio de 2021, foi acertada a contratação de Jair Ventura pela Chapecoense para a sequência da temporada. O treinador assumiu o Verdão do Oeste na vaga de Mozart, demitido após perder o Campeonato Catarinense para o Avaí. No dia 2 de agosto, após alcançar a marca negativa de 14 jogos sem vitória, Jair foi demitido da Chapecoense.

### Juventude
Em 19 de outubro de 2021, foi anunciada a sua contratação pelo Juventude no dia seguinte da demissão do treinador Marquinhos Santos. No dia 9 de dezembro, após uma emocionante vitória sobre o Corinthians no Alfredo Jaconi, o treinador conseguiu garantir a permanência do time na Série A para 2022.

### Goiás
Foi anunciado pelo Goiás no dia 14 de abril de 2022, chegando para comandar o Esmeraldino no Campeonato Brasileiro.
Após boa temporada no clube, onde levou o Goiás ao 13º lugar no Brasileirão, classificando a equipe para a Copa Sul-Americana, Jair Ventura não renovou o seu contrato para 2023 e anunciou sua saída em dezembro. No total pelo Esmeraldino, o treinador comandou o time em 42 jogos, com 12 vitórias, 14 empates e 16 derrotas.

### Atlético Goianiense
Em 24 de julho de 2023 foi contratado pelo Atlético Goianiense, acertando com o clube para a sequência da Série B. Estreou pela equipe no dia 29 de julho, num empate em 2–2 com o Sampaio Corrêa. Conquistou seu primeiro triunfo no dia 7 de agosto, com uma vitória por 3–2 contra a Tombense. Na ocasião, o centroavante Gustavo Coutinho teve grande atuação e marcou os três gols do Dragão. Na última rodada da Série B, o clube conseguiu o acesso em casa na vitória por 3–0 contra o Guarani, consolidando seu trabalho pelo time goiano.
Sob o comando de Jair Ventura, em abril de 2024 o clube alcançou a marca de 15 vitórias consecutivas, tornando-se assim a maior sequência de vitórias da história do futebol goiano. No dia 7 de abril, após uma vitória por 3–1 contra o Vila Nova, o Atlético Goianiense sagrou-se campeão do Campeonato Goiano, sendo esse o primeiro título de Jair Ventura.
No entanto, pelo Brasileirão, o treinador viu sua equipe conquistar apenas duas vitórias em 10 partidas, somando oito pontos em 30 disputados e amargando a 16ª colocação. Por conta disso, Jair Ventura foi demitido do Atlético Goianiense no dia 21 de junho, após uma derrota em casa para o Criciúma. O técnico, que ficou 10 meses no Dragão, deixou o clube com 50 partidas no comando, obtendo 31 vitórias, sete empates e 12 derrotas — um aproveitamento de 67%.

### Retorno ao Juventude
Acertou seu retorno ao Juventude no dia 17 de julho de 2024, logo após o clube confirmar da saída de Roger Machado para o Internacional.
No dia 26 de outubro, horas após uma derrota por 4–2 para o Flamengo, o time de Caxias do Sul confirmou a demissão do treinador. O Juventude havia chegado ao quinto jogo sem vitória, com três derrotas (duas delas consecutivas) e dois empates no período. No total, Jair Ventura comandou o time em 20 partidas, tendo obtido cinco vitórias, seis empates e nove derrotas — aproveitamento de 35%. Na Copa do Brasil, o técnico conseguiu levar o time até as quartas de final, mas viu sua equipe ser eliminada pelo Corinthians.

### Retorno ao Goiás
Em 7 de dezembro de 2024, foi anunciado como novo treinador do Goiás para a temporada de 2025, retornando ao clube após dois anos. Teve a sua segunda passagem encerrada em março de 2025, sendo demitido mesmo após conquistar a classificação para a final da Copa Verde. Jair Ventura comandou o time em 18 partidas, com sete vitórias, sete empates e quatro derrotas, totalizando 51% de aproveitamento.

## Vida pessoal
É filho de Jairzinho, ex-jogador e um dos maiores ídolos do Botafogo. Nas horas vagas, o treinador gosta de ler livros (biografias, comportamento e psicologia são seus temas preferidos) e de assistir a filmes.

## Estatísticas como treinador
Atualizadas até 25 de março de 2025
| Clube               | Jogos | Vitórias | Empates | Derrotas | Aproveitamento |
| ------------------- | ----- | -------- | ------- | -------- | -------------- |
| Botafogo            | 99    | 45       | 23      | 31       | 53.2%          |
| Santos              | 39    | 14       | 10      | 15       | 44.44%         |
| Corinthians         | 19    | 4        | 6       | 9        | 31.58%         |
| Sport               | 41    | 13       | 9       | 19       | 35.56%         |
| Chapecoense         | 14    | 0        | 4       | 10       | 9.52%          |
| Juventude           | 41    | 10       | 11      | 20       | 33.33%         |
| Goiás               | 60    | 19       | 21      | 20       | 43.33%         |
| Atlético Goianiense | 50    | 31       | 7       | 12       | 66.67%         |
| Total               | 354   | 134      | 88      | 132      | 46.14%         |

## Títulos

### Como auxiliar técnico
Botafogo
- Campeonato Carioca: 2010 e 2013[43]
- Campeonato Brasileiro - Série B: 2015[44]

### Como treinador
Atlético Goianiense
- Campeonato Goiano: 2024[carece de fontes?]

### Prêmios individuais
- Técnico Revelação do Campeonato Brasileiro: 2016[carece de fontes?]